# Sheppard (gruppo musicale)
Gli Sheppard sono un gruppo musicale australiano proveniente da Brisbane, fondato nel 2009. Diventati noti a livello mondiale grazie al singolo Geronimo, nel corso della loro carriera hanno pubblicato tre album in studio.

## Storia del gruppo
Fino alla fine del 2010 il gruppo era formato solo dalla coppia di fratelli Amy e George Sheppard. Nel 2011 si aggiunge il terzo componente Jay Bovino. Oggi il gruppo è formato da sei artisti, tra cui anche la terza sorella Emma Sheppard.
Il gruppo è diventato particolarmente famoso con il loro secondo singolo Geronimo che è stato al primo posto in classifica per tre settimane facendo anche retrocedere la canzone di Pharrell Williams Happy che occupava la vetta della classifica da 12 settimane. Nell'aprile 2014 il brano Geronimo è stato premiato con il disco di platino dalla Australian Recording Industry Association (ARIA).
Nel luglio 2014 viene pubblicato l'album Bombs Away, che entra in varie classifiche nazionali e ottiene il disco d'oro in Australia. L'11 aprile 2015 sono stati ospiti del primo serale di Amici di Maria De Filippi nel quale si sono esibiti con Geronimo. Il 6 novembre 2015 esce il singolo Be More Barrio seguito dal singolo We Belong, pubblicato l'11 novembre 2016. Nel 2017 escono altri due singoli, Keep Me Crazy e Edge of the Night, usciti rispettivamente il 10 marzo e il 23 giugno.
Il 1º dicembre 2017 esce il secondo EP Undercover, supportato dal singolo Waves uscito lo stesso giorno. Durante il 2016, 2017 e 2018 il gruppo è stato impegnato alla registrazione del secondo album Watching the Sky, la cui uscita è avvenuta nel giugno 2018. L'album ha raggiunto la vetta della classifica australiana. Il 22 ottobre 2020 la band ha annunciato il titolo del terzo album in studio, Kaleidoscope Eyes, pubblicandolo successivamente il 26 febbraio 2021. L'album ha raggiunto la seconda posizione nella classifica australiana.

## Formazione
- Amy Sheppard
- George Sheppard
- Emma Sheppard
- Jay Bovino
- Michael Butler
- Dean Gordo
- Jared Tredly (ritiratosi nel gennaio 2013)

## Discografia

### Album in studio
- 2014 – Bombs Away
- 2018 – Watching the Sky
- 2021 – Kaleidoscope Eyes
- 2024 – Zora

### EP
- 2012 – Sheppard
- 2017 – Undercover
- 2022 – Encore Live From The Valley

### Singoli
- 2013 – Hold My Tongue
- 2014 – Geronimo
- 2014 – Something's Missing
- 2014 – Smile
- 2015 – Let Me Down Easy
- 2015 – A Grade Playa
- 2015 – Be More Barrio
- 2016 – We Belong
- 2017 – Keep Me Crazy
- 2017 – Edge of the Night
- 2017 – Coming Home
- 2017 – Waves
- 2018 – Riding the Wave
- 2018 – Hometown
- 2019 – On My Way
- 2019 – Kiss My Fat Ass
- 2019 – Die Young
- 2020 – Phoenix
- 2020 – Don't Believe in Love
- 2020 – Somebody Like You
- 2020 – Come Back
- 2020 – Thank You
- 2020 – Symphony
- 2020 – Animals
- 2020 – Solid Gold
- 2020 – Learning to Fly
- 2021 – M.I.A.
- 2021 – The Reasons Why
- 2021 – Christmas Without You
- 2023 – Good Time
- 2023 – Daylight
- 2023 – Dance On The Sun
- 2024 – Edge Of The Earth

### Collaborazioni
- 2015 – Spirit of the Anzacs (Lee Kernaghan feat. Guy Sebastian, Sheppard, Jon Stevens, Jessica Mauboy, Shannon Noll e Megan Washington)
- 2019 – Up (Sena Kana feat. Wiz Khalifa e Sheppard)